# Ngô Đồng (võ sư)
Ngô Đồng (1937 - 2000), hay còn gọi với tên khác là O Sensei (thầy O) là một tiến sĩ côn trùng học và võ sư người Mỹ gốc Việt. Ông được biết đến vì là người sáng lập và chưởng môn nhân đầu tiên của hệ phái Cương Nhu Karate-do, một hệ phái Karate-do nổi tiếng ở Hoa Kỳ. Sinh ra và lớn lên tại Việt Nam trong một gia đình Hà Nội có sáu người con trai, ông theo học nhiều môn phái võ khác nhau trước đến khi thành lập hệ phái Cương Nhu karate-do tại Huế năm 1965. Ngoài nghiệp võ, Ngô Đồng còn là một học giả từng giảng dạy tại Trường Đại học Sư phạm Huế và là Viện trưởng Viện Khoa học Quảng Đà. Sau 1975, ông vượt biên khỏi Việt Nam đến Hoa Kỳ và giảng dạy tại Đại Học Florida, cũng là nơi ông tiếp tục sự nghiệp truyền bá võ phái của mình.